# Koszary w Kraśniku
Koszary w Kraśniku – kompleks koszarowy znajdujący się na terenie garnizonu Kraśnik.

## Charakterystyka
Kraśnickie koszary, położone w rejonie ulic: Urzędowska – Nowa –Tysiąclecia – Koszarowa, o konstrukcji głównie drewnianej, były wzniesione przez Rosjan. Stacjonował w nich między innymi 9 pułk Kozaków Dońskich. Ich pojemność szacowano na 900 ludzi i 846 koni.

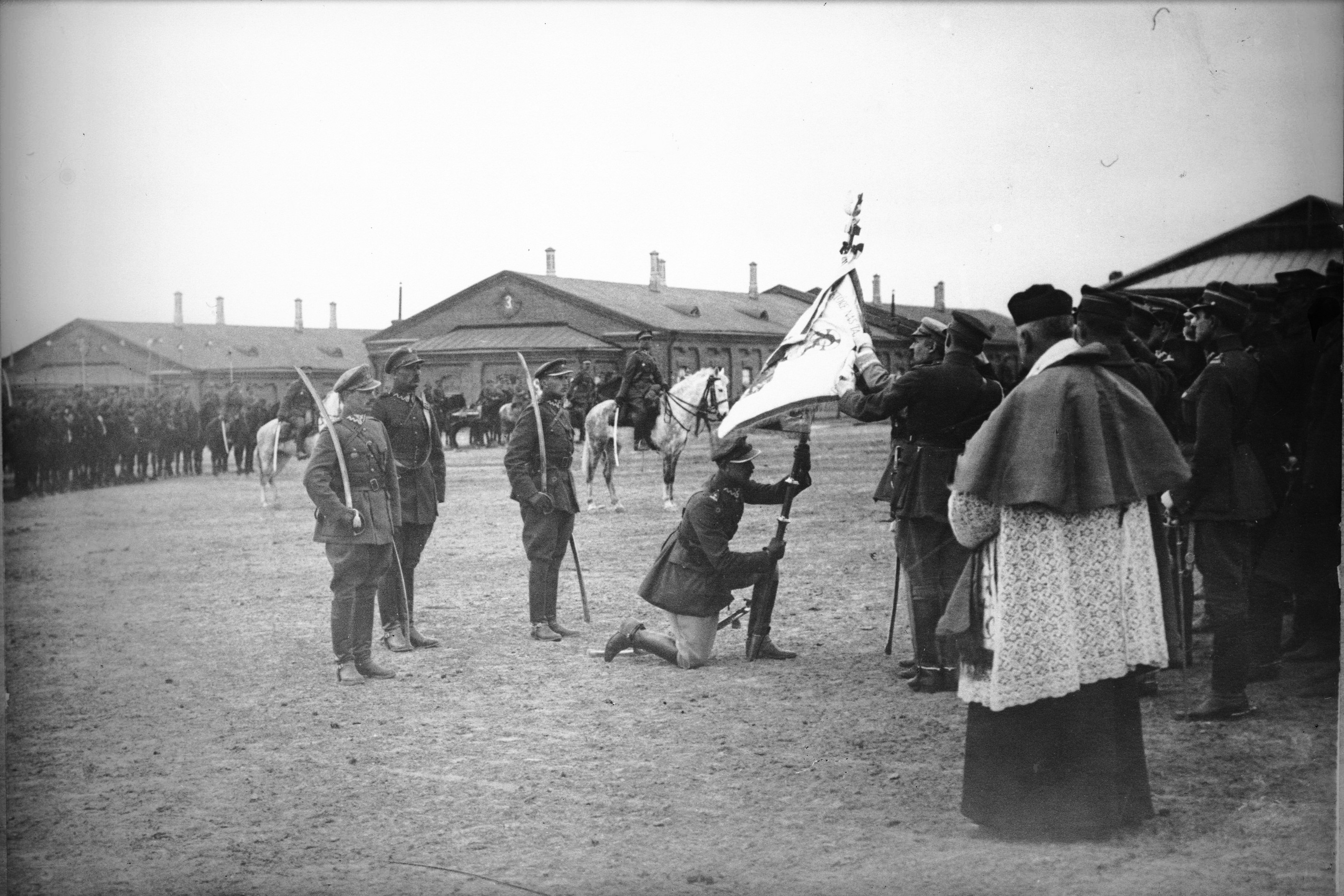
Józef Piłsudski dekoruje sztandar 7 puł Orderem Virtuti Militari; 23 marca 1921

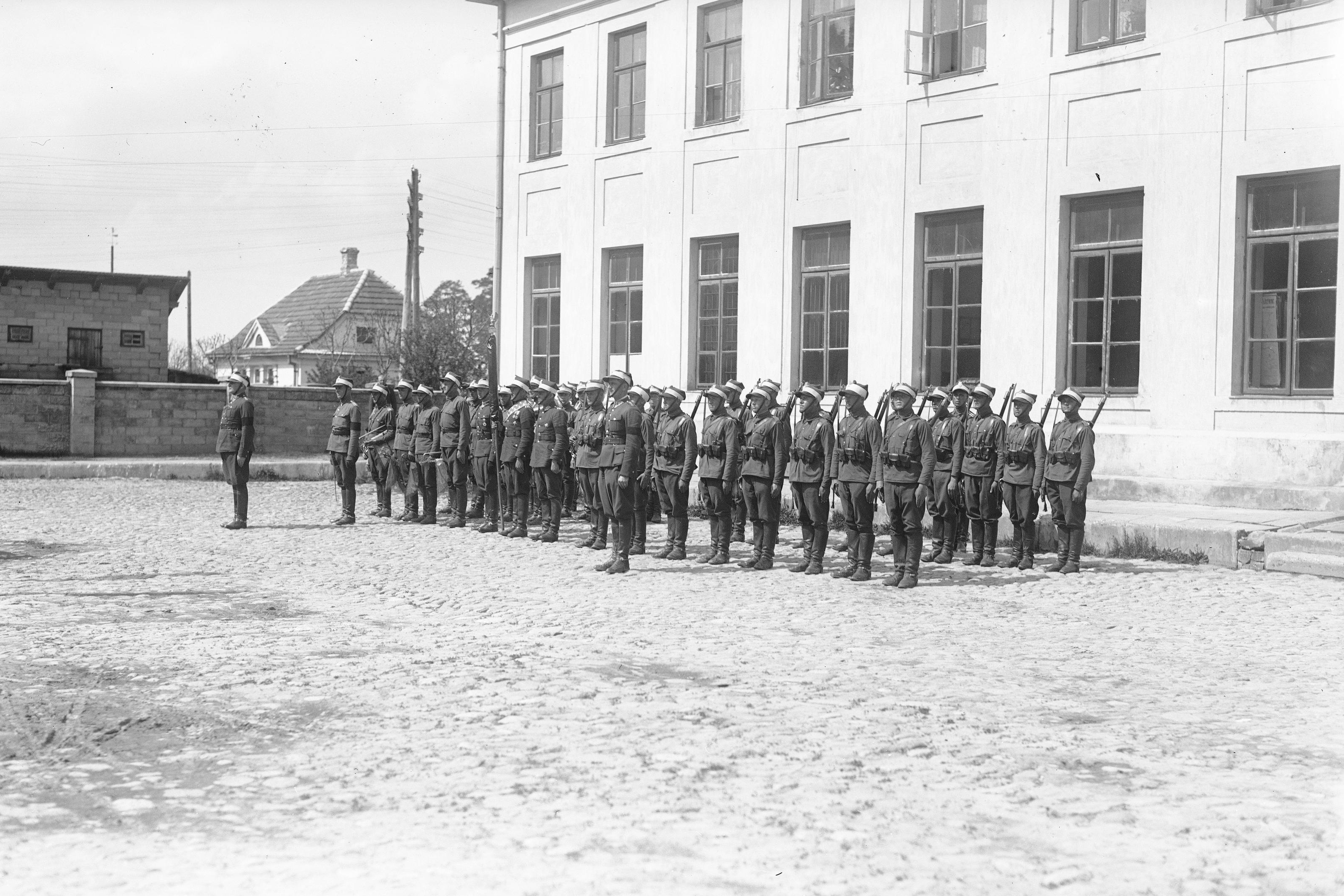
Pluton honorowy 24 puł; Kraśnik, 15 maja 1935

Po odzyskaniu niepodległości, koszary przejęło Wojsko Polskie. W 1919 formował się w nich 7 pułk ułanów. Po wojnie polsko- bolszewickiej, w połowie lutego 1921 roku 7 puł. na krótko wrócił do swoich macierzystych koszar. Jego pobyt trwał zaledwie dwa miesiące, a po Wielkanocy pułk przekwaterowano do Przasnysza. Od 5 kwietnia 1922 do 1939 w kraśnickich koszarach kwaterował 24 pułk ułanów.
W 1939 w koszarach umieszczono, zmobilizowany przez 7 pułk strzelców konnych, Ośrodek Zapasowy Kawalerii „Kraśnik”. Jako że już w 1937 część stajni adaptowano na garaże, OZ był zmuszony ulokować konie w doraźnie przystosowanych budynkach. 
Z koszar w Kraśniku do czasów obecnych (2019) ocalały pojedyncze obiekty. Architekturą wyróżnia się budynek dowództwa i wartowni mieszczący obecnie urząd stanu cywilnego.